# Loïc Gasch
Loïc Gasch, né le 13 août 1994 à Sainte-Croix, est un athlète suisse, binational franco-suisse, spécialiste du saut en hauteur.

## Biographie
Loïc Gasch naît et grandit à Sainte-Croix, dans le canton de Vaud.
En 2010, à l'âge de 16 ans, il fait un apprentissage d'employé de commerce à l'hôpital d’Yverdon.
Il exerce la profession de comptable pour la commune d'Orbe jusqu'à son passage en professionnel à la fin de 2021,.
Il habite à Grandson depuis 2020, après avoir habité à Yverdon,.

### Carrière sportive
Il fait ses débuts en athlétisme à l'Union sportive yverdonnoise, à l'âge de 16 ans, après avoir pratiqué le football et le ski.
Le 9 août 2018, il se qualifie pour la finale des Championnats d'Europe d'athlétisme 2018, en réalisant 2,21 m à son 1er essai. Le 31 juillet 2020 à Aarau, il améliore son record personnel de 3 cm pour le porter à 2,30 m, égalant au passage la meilleure performance mondiale de l'année.
Le 9 août 2018, il se qualifie pour la finale des Championnats d'Europe d'athlétisme 2018, en réalisant 2,21 m à son 1er essai. En 2020, il se sépare de son entraîneur formateur Nicolas Verraires pour le remplacer notamment par Dominique Hernandez ; l'ancien basketteur Steeve Louissaint devient par ailleurs son préparateur physique. Le 31 juillet 2020 à Aarau, il améliore son record personnel de 3 cm pour le porter à 2,30 m, égalant au passage la meilleure performance mondiale de l'année. Peu après, en septembre 2020, il contracte la maladie à coronavirus 2019 : touché notamment à un poumon, il doit faire une pause de six semaines sans sport.
Le 8 mai 2021, il devient détenteur du record de Suisse avec un saut à 2,33 m lors du mémorial Paul Luginbühl au stade olympique de la Pontaise. Il efface des tabelles l'ancien record de Suisse de Roland Dalhäuser datant de 1981 et obtient sa qualification pour les Jeux olympiques de Toyko. Il y est cependant éliminé dès les qualifications. À la suite de cette désillusion, il passe en professionnel fin 2021 pour se consacrer à 100 % à sa carrière sportive,.
En février 2022, il remporte le meeting de l'Eure avec un saut à 2,25 m. Cette victoire conduit World Athletics à lui donner une invitation pour participer aux Championnats du monde d'athlétisme en salle à Belgrade. Le 20 mars 2022, il y remporte la médaille d'argent.
Il annonce fin août 2023 mettre fin à sa carrière en raison de douleurs à la cheville de son pied d'appel depuis un an.

## Palmarès

### International
| Date | Compétition                       | Lieu     | Résultat | Marque |
| ---- | --------------------------------- | -------- | -------- | ------ |
| 2018 | Championnat d'Europe              | Berlin   | 10e      | 2,19 m |
| 2021 | Championnats d'Europe par équipes | Cluj     | 2e       | 2,25 m |
| 2022 | Championnats du monde en salle    | Belgrade | 2e       | 2,31 m |

### National
- Championnats de Suisse d'athlétisme :
  - Saut en hauteur : vainqueur en 2015, 2016, 2017, 2019 et 2021
- Championnats de Suisse d'athlétisme en salle :
  - Saut en hauteur : vainqueur en 2013, 2015, 2016, 2020 et 2022

## Records
| Épreuve         | Épreuve   | Marque      | Lieu     | Date         |
| --------------- | --------- | ----------- | -------- | ------------ |
| Saut en hauteur | Plein air | 2,33 m (NR) | Lausanne | 8 mai 2021   |
| Saut en hauteur | En salle  | 2,31 m      | Belgrade | 20 mars 2022 |